# Jean-Pierre Kucheida
Pour les articles homonymes, voir Kucheida.
Jean-Pierre Kucheida est un homme politique français né le 24 février 1943 à Liévin (Pas-de-Calais).
Depuis juillet 1981 après la mort en cours de mandat d'Henri Darras dont il était le suppléant, il est député du Pas-de-Calais et maire de Liévin. Il fait partie du groupe socialiste jusqu'à son exclusion, le 29 mai 2012. Il perd les élections législatives de 2012 en n'atteignant pas le seuil nécessaire pour se maintenir au second tour. Il démissionne  de son mandat de maire en début d'année 2013.

## Biographie
D'origine polonaise, il grandit dans la cité des Garennes, à Liévin, où son père est mineur. Athlète, il est alors licencié de l’« Étoile Oignies » dans le Pas-de-Calais.
Il devient enseignant d'histoire-géographie, en poste au lycée Henri-Darras de Liévin.
Militant socialiste, il parvient avec Daniel Percheron à écarter en 1973 le maire d'Arras et leader de la SFIO Guy Mollet, et à rendre le PS hégémonique dans le bassin minier, au détriment du Parti communiste français, « acharné à expliquer avec lucidité - contre la doxa communiste - que l'avenir de l'homme dépassait la mine ». Suppléant du député-maire socialiste de Liévin, Henri Darras, il lui succède à l'Assemblée nationale et à la Mairie, quand l'élu meurt en cours de mandat, en juillet 1981. Il devient un des hommes forts de l'agglomération, sans cesse largement réélu à Liévin et dans la 12e circonscription du Pas-de-Calais durant trente ans, avec 45,6 % puis 69,7 % des voix aux deux tours des législatives de 2007 et 75 % des suffrages aux municipales de 2008,.
Quand les Houillères du Nord-Pas-de-Calais ferment au début des années 1990, il obtient que les 80 000 logements de mineurs qu'elles possèdent, passent sous gestion publique, et prend la tête de la Soginorpa, société par actions simplifiée dont la totalité du capital est rachetée en 2002 par l'EPIC régional Epinorpa, présidé également par Jean-Pierre Kucheida.
Il est alors membre du groupe d'études sur le problème du Tibet de Assemblée nationale.
En septembre 2010, un rapport de la chambre régionale des comptes met en cause la gestion financière du logement social dans le Nord-Pas-de-Calais qu'il juge « préoccupante ». Il évoque également la « responsabilité » des dirigeants des sociétés de gestion immobilière, dont Jean-Pierre Kucheida, à la tête du conseil d'administration d'Epinorpa, fait partie .
Au printemps 2011, Jean-Pierre Kucheida est au centre d'une enquête préliminaire ouverte par le parquet de Lille concernant un système de financement occulte du Parti socialiste dans le Pas-de-Calais et des emplois fictifs.
En novembre 2011, un rapport de la chambre régionale des comptes met de nouveau en cause, mais cette fois très directement, Jean-Pierre Kucheida dans sa gestion de la Soginorpa, qu'il préside. Au début de décembre 2011, à la suite de propos du député socialiste Arnaud Montebourg parlant de corruption des élus du Pas-de-Calais, Martine Aubry prend la décision de « geler la désignation » de Jean-Pierre Kucheida aux législatives, et le parti investit, après l’enquête interne menée par Alain Richard, Nicolas Bays. Jean-Pierre Kucheida décide de se présenter sans étiquette et est exclu du PS le 29 mai 2012 pour dissidence.
Le 10 juin 2012, lors du premier tour de l'élection législative de 2012, il obtient 21,64 % des suffrages pour seulement 11,42 % des inscrits, n'atteignant pas les 12,5 % nécessaires pour se maintenir au deuxième tour. Il se retrouve troisième derrière la candidate du Front national et le candidat officiel du Parti socialiste. Dans sa ville de Liévin, il n'obtient que 44 %, score bien inférieur aux attentes[évasif].
Le 17 octobre 2012, Jean-Pierre Kucheida est mis en garde à vue ainsi que sa fille. La justice s'interroge sur les prestations (dont une exposition photos de 12 000 €) de cette dernière facturées à la Soginorpa alors dirigée par son père. L'ancien élu du Parti socialiste est également interrogé sur ses dépenses personnelles (47 000 €) défrayées par l'intermédiaire de cartes bleues de la Soginorpa. Enfin, à la suite du rapport de la Cour régionale des comptes, quatre autres enquêtes préliminaires sont en cours.

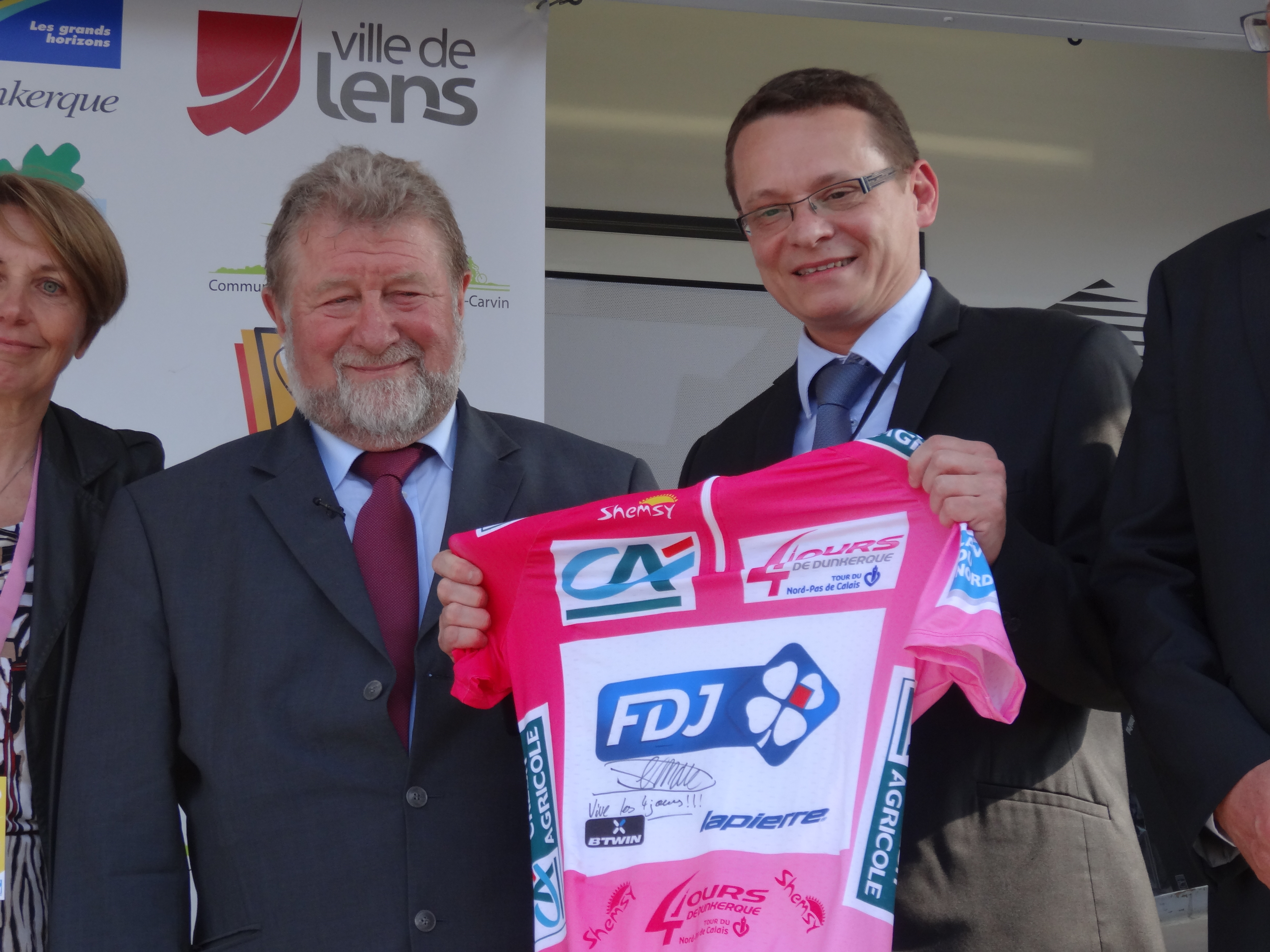
Jean-Pierre Kucheida et Laurent Duporge, à l'arrivée de la 3e étape des Quatre jours de Dunkerque 2013 à Liévin.

Le 14 janvier 2013, Jean-Pierre Kucheida annonce sa démission. Le 20 janvier 2013, un conseil municipal extraordinaire élit Laurent Duporge comme nouveau maire.
Le 7 janvier 2014, Jean-Pierre Kucheida est placé en gardé à vue dans les locaux de la police judiciaire de Lille dans le cadre d'une information judiciaire ouverte contre X le 28 juin 2013 sur des faits de corruption présumée au sein de la fédération PS du Pas-de-Calais.
Le 8 janvier 2014, Jean-Pierre Kucheida est mis en examen pour corruption passive et recel d'abus de biens sociaux dans le cadre d'une enquête financière sur des faits de corruption présumée. En pleine campagne pour les élections municipales de Lievin, Jean-Pierre Kucheida ne figurera pas sur la liste socialiste de Laurent Duporge.
Le 22 juin 2021, le tribunal correctionnel de Lille relaxe Jean-Pierre Kucheida des chefs d'accusations de corruption passive et recel d’abus de biens sociaux.

## Affaires judiciaires
Le 21 mai 2013, Jean-Pierre Kucheida a été condamné à 30 000 euros d'amende pour abus de biens sociaux lors du procès des frais de la Soginorpa, bailleur social dont il était chargé. Dans l'affaire concernant la fédération du PS du Pas-de-Calais, il est relaxé des accusations de corruption passive et abus de biens sociaux par le tribunal correctionnel de Lille le 22 juin 2021.

## Mandats
- 02/07/1981 - 19/06/2012 : député

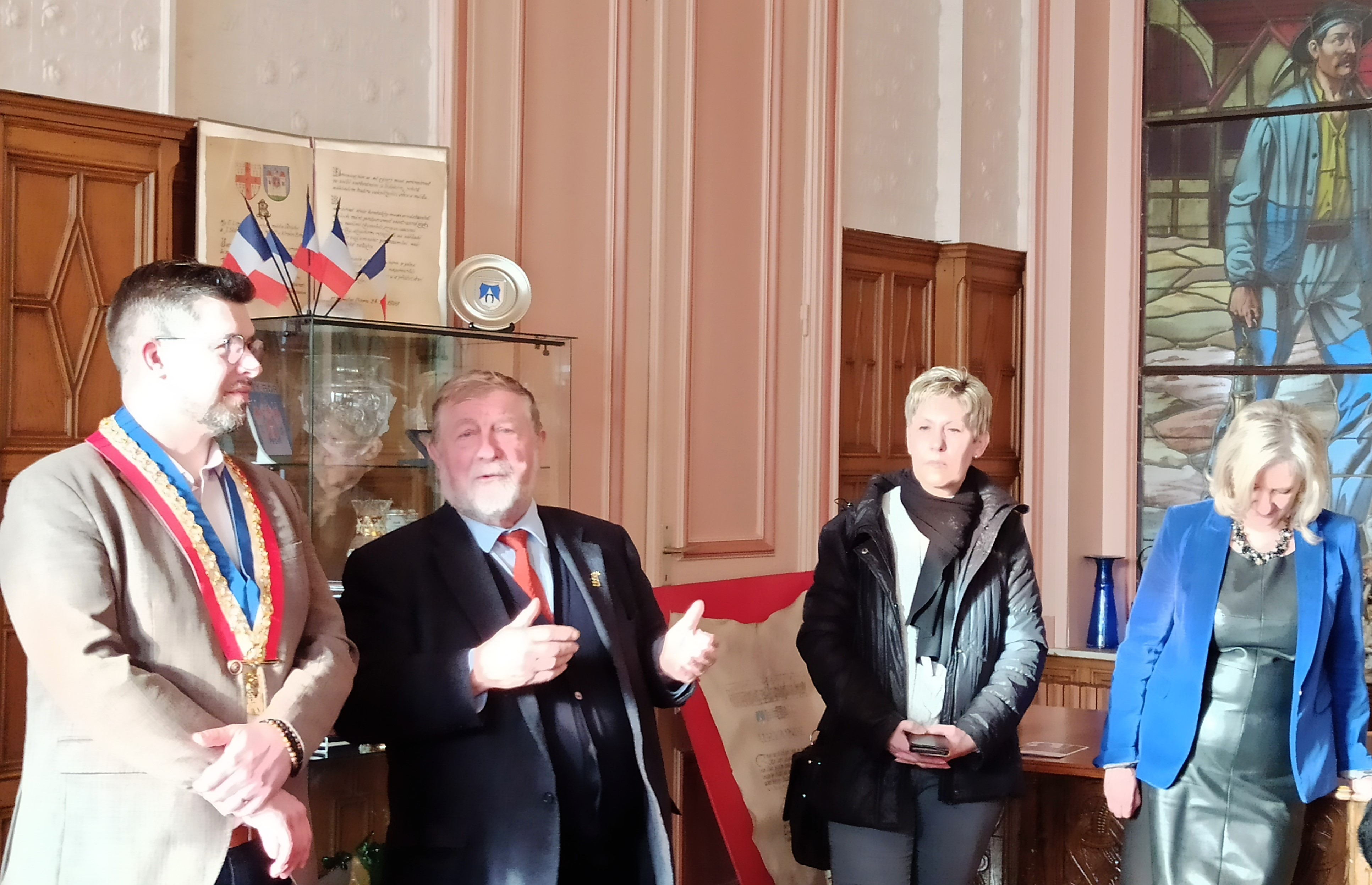
Xavier Bartoszek, maire d'Aniche et Jean-Pierre Kucheida, président de l'Association des Communes Minières de France lors de l'exposition Robert Doisneau "Les mineurs" le 21 janvier 2023 en mairie d'Aniche salon d'honneur avec un vitrail d'Alfred Labille de 1922

- 30/07/1981-20/01/2013 : maire de Liévin (Pas-de-Calais)
- 26/03/1982 - 27/06/1988 : membre du conseil général du Pas-de-Calais
- Président de l'Association des Communes Minières de France (ACOM France)
- Du 31 mai 2010 au 22 avril 2014 : président de la Communaupole de Lens-Liévin

## Décoration
- Médaille de la protection judiciaire de la jeunesse (2007)[20].